# 11.35×17 мм SR Шоубое
11.35×17 мм SR Шоубое - данський пістолетний набій, призначений для пістолета Шоубое.

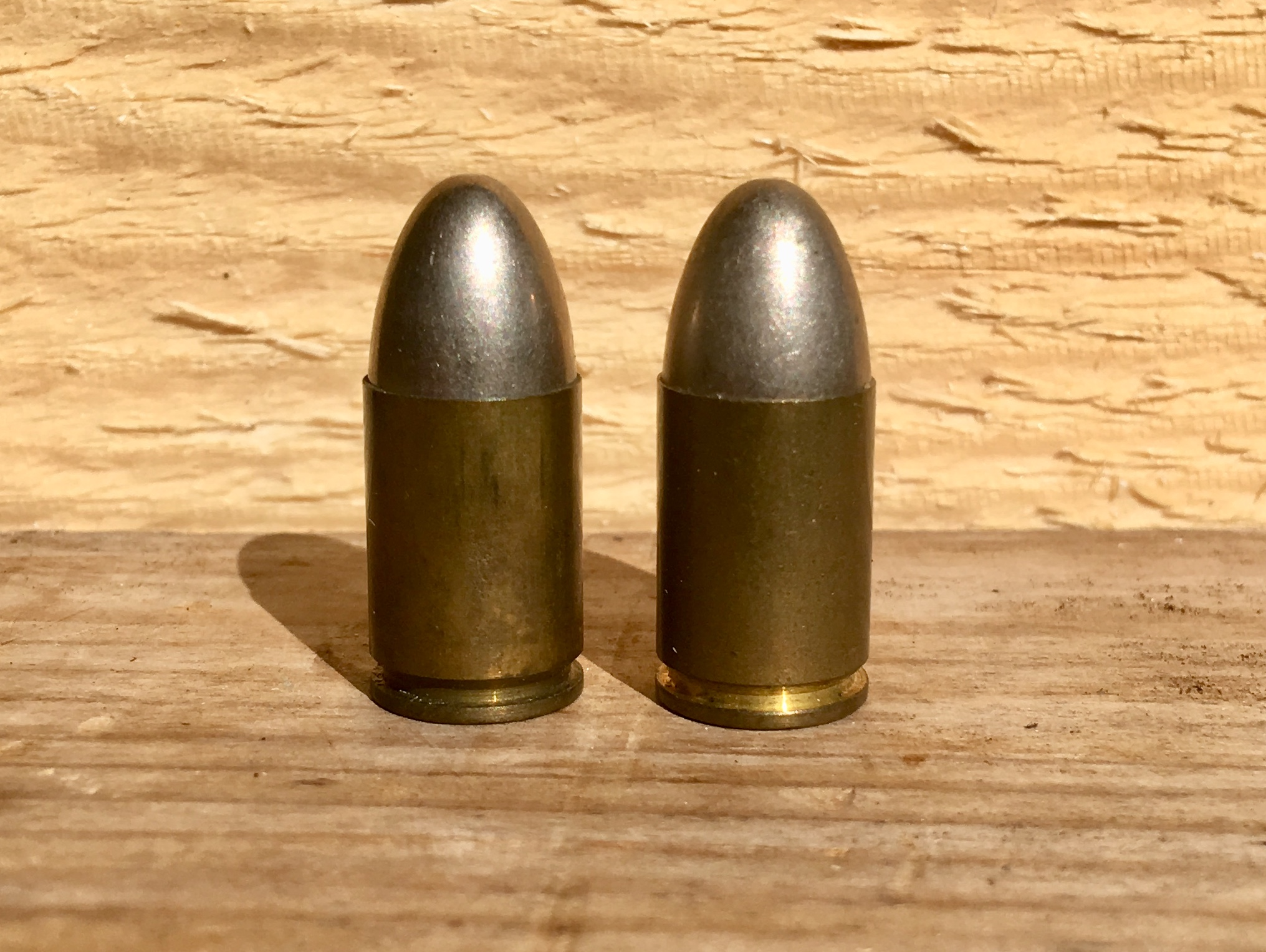

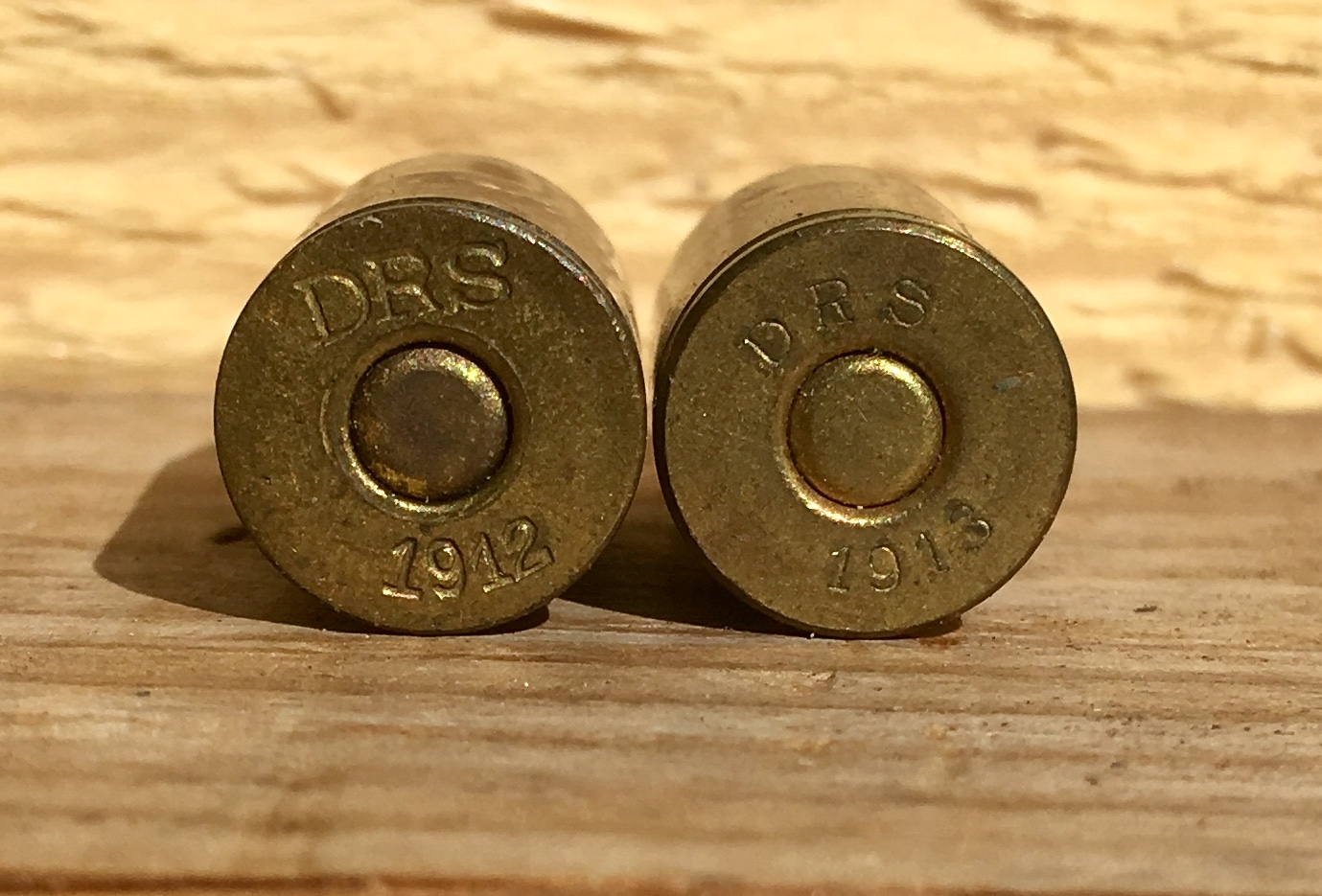

Інші позначення набою: 11.35 Schouboe Rimless; .45 Schouboe; 11.35 Danish Schouboe; 11.35x17 SR Schouboe; 11.35 mm Schouboe Selbstlade-Guns; 11.35 mm Schouboe Auto; 11.45 Schouboe; 11.5 Rohde; 11 mm Danish; DWM 192B; DWM 192C; SAA 7350; XCR 11 023 CGC 010; EB 167.

## Історія
Набій розроблений у 1902 році данським конструктором Єнсом Торрінгом Шоубое спільно з німецькою компанією DWM (Deutsche Waffen und Munitionsfabriken). Виробництво налагодили компанії  DWM та данська DRS (Dansk Rekylriffel Syndakat). 
Випуск набоїв припинили на початку 1920-х років.

## Конструкція
Набій .45 Schouboe (11.35×17 мм) складався з гільзи, капсуля центрального запалення, заряду і кулі.
Латунна гільза циліндричної форми мала проточку і споряджалася дуже легкою кулею масою всього 4.2 грама.
Куля складалася з мідно-нікелевої оболонки, дерев'яного сердечника і алюмінієвого дна.

## Параметри
- Довжина - 28.98 мм
- Довжина гільзи - 18.12 мм
- Реальний калібр кулі - 11.33 мм
- Діаметр дульця гільзи - 11.96 мм
- Діаметр плеча гільзи - 12.01 мм
- Діаметр проточки - 10.49 мм
- Діаметр фланця гільзи - 11.98 мм
- Маса кулі - 4.2 г
- Початкова швидкість кулі - 488 м/с